# Henning Grenander
Henning Gunnar Esaias Grenander, född 4 augusti 1873 i Skövde stadsförsamling, död 11 mars 1958 i Torquay i England, var en svensk sjukgymnast och konståkare.
Henning Grenander var son till auditören Alfred Grenander och bror till Alfred Grenander. Efter realskolestudier och kontorspraktik flyttade Grenander till London, där han utbildade sig till sjukgymnast vid Henrik Kellgrens institut och sedermera var verksam som sjukgymnast i mer än 30 år, varefter han slog sig ned på den engelska landsbygden. Han är dock mest känd som konståkare. År 1886 deltog han för första gången i en tävling, och segrade senare i såväl skolungdomstävlingar som i nationella tävlingar, varefter han 1893 i Berlin vann Europamästerskapet och 1898 i London som förste svensk vann världsmästerskapet i konståkning. Grenander var särskilt framstående inom den fria åkningen där han skapade en egen efter honom själv uppkallad stil.